# 済南府

山東省の済南府の位置（1820年）

済南府（濟南府、さいなんふ）は、中国にかつて存在した府。宋代から民国初年にかけて、現在の山東省済南市一帯に設置された。

## 概要
1116年（政和6年）、北宋により斉州が済南府に昇格した。済南府は京東東路に属し、歴城・禹城・章丘・長清・臨邑の5県を管轄した。
金のとき、済南府は山東東路に属し、歴城・臨邑・斉河・章丘・禹城・長清・済陽の7県と盤水・中宮・老僧口・上洛口・王舎人店・遙墻・新鎮・安粛・新市・晏城・劉宏・新孫耿・普済・延安・臨済・明水・新安・仁水寨・黎済寨・赤荘・莒鎮・李家荘・帰徳・豊済・陰河・回河・曲堤・旧孫耿・仁豊の29鎮を管轄した。
モンゴル帝国により済南府は済南路総管府と改められた。元のとき、済南路は中書省に属し、録事司と直属の歴城・章丘・鄒平・済陽の4県と棣州に属する厭次・商河・陽信・無棣の4県と浜州に属する渤海・利津・霑化の3県の合わせて1司4県2州州領7県を管轄した。1367年、朱元璋により済南路は済南府の称にもどされた。
明のとき、済南府は山東省に属し、直属の歴城・章丘・鄒平・淄川・長山・新城・斉河・斉東・済陽・禹城・臨邑・長清・肥城・青城・陵の15県と泰安州に属する新泰・萊蕪の2県と徳州に属する徳平・平原の2県と武定州に属する陽信・海豊・楽陵・商河の4県と浜州に属する利津・霑化・蒲台の3県の合わせて4州26県を管轄した。
清のとき、済南府は山東省に属し、歴城・章丘・鄒平・淄川・長山・新城・斉河・斉東・済陽・禹城・臨邑・長清・陵・徳平・平原・徳州の1州15県を管轄した。
1913年、中華民国により済南府は廃止された。